# Walter Sage
Walter Sage (* 5. Juli 1930 in Frankfurt am Main; † 12. April 2017 in Bischberg, Bayern) war ein deutscher Mittelalterarchäologe, der zu den Pionieren dieses Faches gerechnet wird. Er wirkte als Professor für Archäologie des Mittelalters an der Universität Bamberg.

## Leben und Wirken
Walter Sage, Sohn von Hildegard Sage, geborene Frank, und des Volksschulrektors Richard Sage, bestand das Abitur 1949 in Frankfurt am Main, studierte von 1949 bis 1956 Kunstgeschichte, Klassische Archäologie und Geschichte an den Universitäten Frankfurt am Main und Mainz und wurde 1957 in Frankfurt am Main mit einer Untersuchung über Das Bürgerhaus in Frankfurt a.M. bis zum Ende des Dreissigjährigen Krieges zum Dr. phil. promoviert. Während des Studiums beteiligte er sich an den von Otto Stamm durchgeführten Altstadtgrabungen in Frankfurt. Über verschiedene, ab 1957 erhaltene Projektstellen bei der Römisch-Germanischen Kommission und dem Römisch-Germanischen Zentralmuseum in Mainz kam er 1962 an die Außenstelle Aachen des Rheinischen Landesmuseums Bonn, wo er als dere Leiter für die Bodendenkmalpflege im Regierungs-Bezirk Aachen zuständig war.
1966 wechselte er an das Bayerische Landesamt für Denkmalpflege in München, wo in der Abteilung Vor- und Frühgeschichte ein eigenes Referat Mittelalter-Archäologie eingerichtet wurde. Nachdem er seit 1977 Lehraufträge an der Universität München wahrgenommen hatte, wurde er 1981 Professor am Lehrstuhl für Archäologie des Mittelalters und der Neuzeit an der Universität Bamberg, womit die Archäologie des Mittelalters erstmals an einer deutschen Universität verankert wurde. Sein Wohnort war Bischberg.
1986 bis 1989 war Walter Sage Vizepräsident der Universität Bamberg.
Walter Sage zeichnete für zahlreiche Forschungsprojekte verantwortlich, von denen hier die Grabungen 1960–1970 und  1997–2000 in der Königspfalz Ingelheim, die Domgrabung in Bamberg (1969–1972) und die Grabung im Reihengräberfeld Altenerding/Obb. genannt seien.
Sein Nachfolger in Bamberg wurde Ingolf Ericsson. Zu seinen Schülern zählen Hans Losert, Kai Thomas Platz, Fred Mahler, Luitgard Löw, Jochen Haberstroh, Volker Herrmann, Holger Grewe, Mathias Hensch und Rainer Atzbach.
Walter Sage war katholisch, ab 1955 mit Ingeborg Sage, geborene Grün, verheiratet und hatte die vier Kinder Stephan, Beate, Martin und Iris.

## Auszeichnungen
1989: Kulturpreis der oberfränkischen Wirtschaft

1995: Bundesverdienstkreuz

## Publikationen (Auswahl)
- Das Bürgerghaus in Frankfurt/M. 1959.
- Gräber der älteren Merowingerzeit von Altenerding. 1973.
- als Hrsg. mit Günter Fehring (Hrsg.): Mittelalterarchäologie in Zentraleuropa. Zum Wandel der Aufgaben und Zielsetzungen (= Zeitschrift für Archäologie des Mittelalters. Beiheft 9). Köln/Bonn 1995.
- Die fränkische Siedlung bei Gladbach, Kreis Neuwied (= Kl. Museumsh. Rhein. Landesmus. Bonn. Band 7). Düsseldorf 1969.
- Das Reihengräberfeld von Altenerding in Oberbayern (= Germanische Denkmäler der Völkerwanderungszeit. Serie A, Band 14), Mainz 1984, ISBN 3-7861-1239-8.